# Muckle Green Holm
Muckle Green Holm è un'isola disabitata settentrionale dell'arcipelago delle Isole Orcadi, in Scozia. Si estende per circa 28 ettari e la sua altezza massima è di 28 metri sul livello del mare, dove sorge una stazione di triangolazione. Il significato letterale del nome risulta contraddittorio: "Holm" deriva dall'antico norreno holmr, che significa "isoletta piccola e rotonda". "Muckle" in lingua scots significa invece "grande" o "largo", pertanto il nome completo significherebbe "piccola grande isola". A sud dell'isola sorge Little Green Holm e tra le due vi è il Sound of Green Holms. Verso est vi è uno stretto chiamato Fall of Warness, situato tra Muckle Green Holm e l'isola molto più grande di Eday. In queste acque, il Centro Europeo per l'Energia Marina ha installato strumentazione per test sull'energia mareomotrice.
Muckle Green Holm presenta una colonia di cormorani e una importante popolazione di lontre.